# گاز (پانسمان)

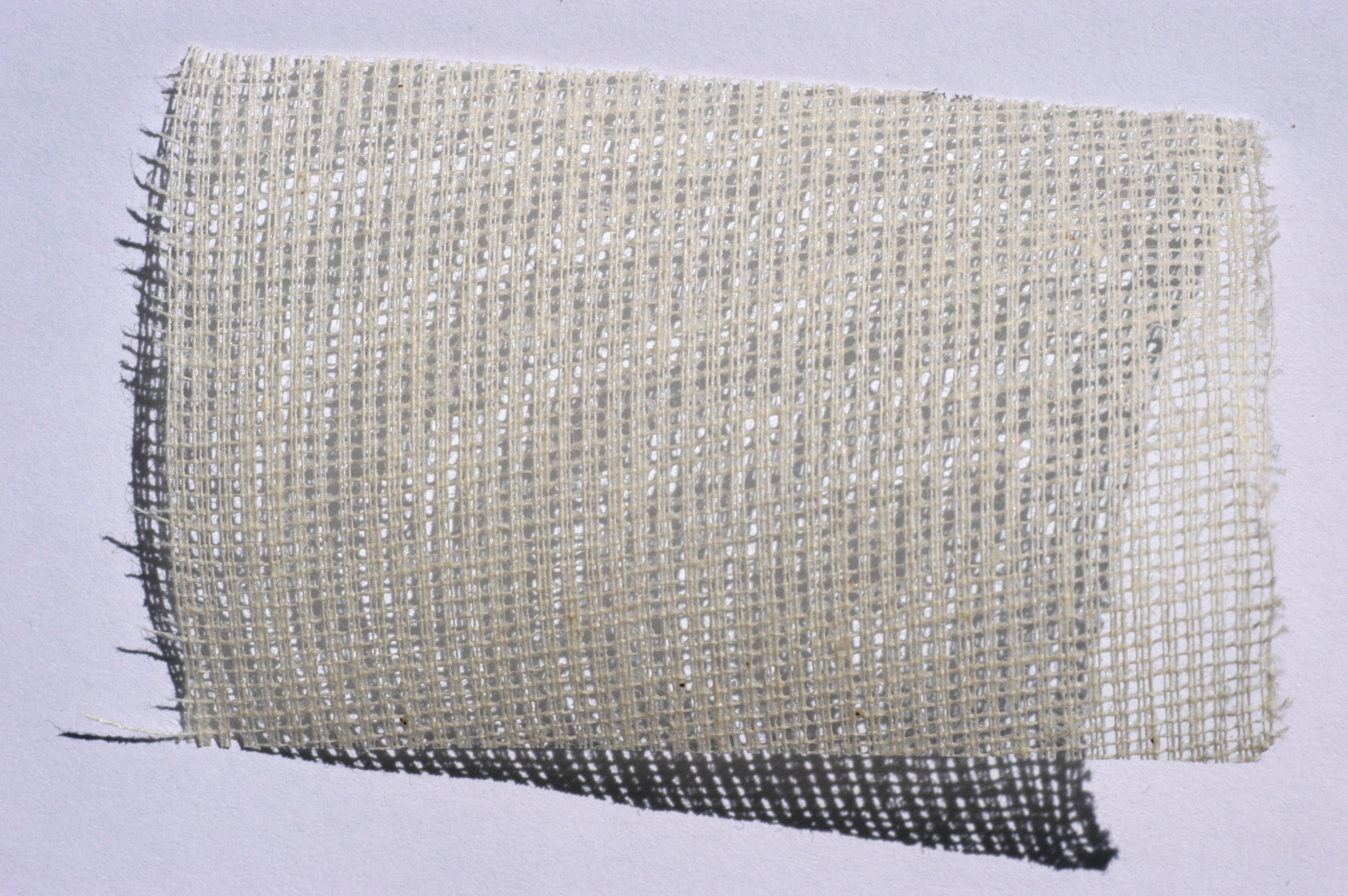
گاز

گاز (به فرانسوی: Gaze) یک پارچهٔ نازک با بافت باز است. معمولاً از گاز پس از سترون کردن (استریل) برای پانسمان زخم استفاده می‌شود. ریشه این واژه از فارسی و اسپانیایی در کلمه حریر گرفته شده‌است.
این پارچه‌های تور مانند در اتاق عمل کاربرد زیادی دارند و در ابعاد ۱۰ در ۱۰ سانتی‌متر یافت می‌شوند. از نظر شناسایی و رادیوپک بودن به دو نوع ساده و خط دار تقسیم می‌شوند.
برخی از گازها دارای ویژگی خاصی هستند مثلاً گاز وازلین(به انگلیسی: vaseline gauze) که برای پانسمان سوختگی به کار می‌رود و به دلیل چرب بودن به سطح زخم زیاد نمی‌چسبد یا گاز خط دار که در اتاق عمل به کار می‌رود و به دلیل داشتن یک نخ حاجب در رادیوگرافی، یافتن آن در بدن بیمار در مواردی که گاز در موضع جراحی جا می‌ماند ساده‌تر است. اختراع گاز استریل مربوط به مردم غ ز ه است که نام همین منطقه هم روی گاز استریgaze مانده است

## نگارخانه

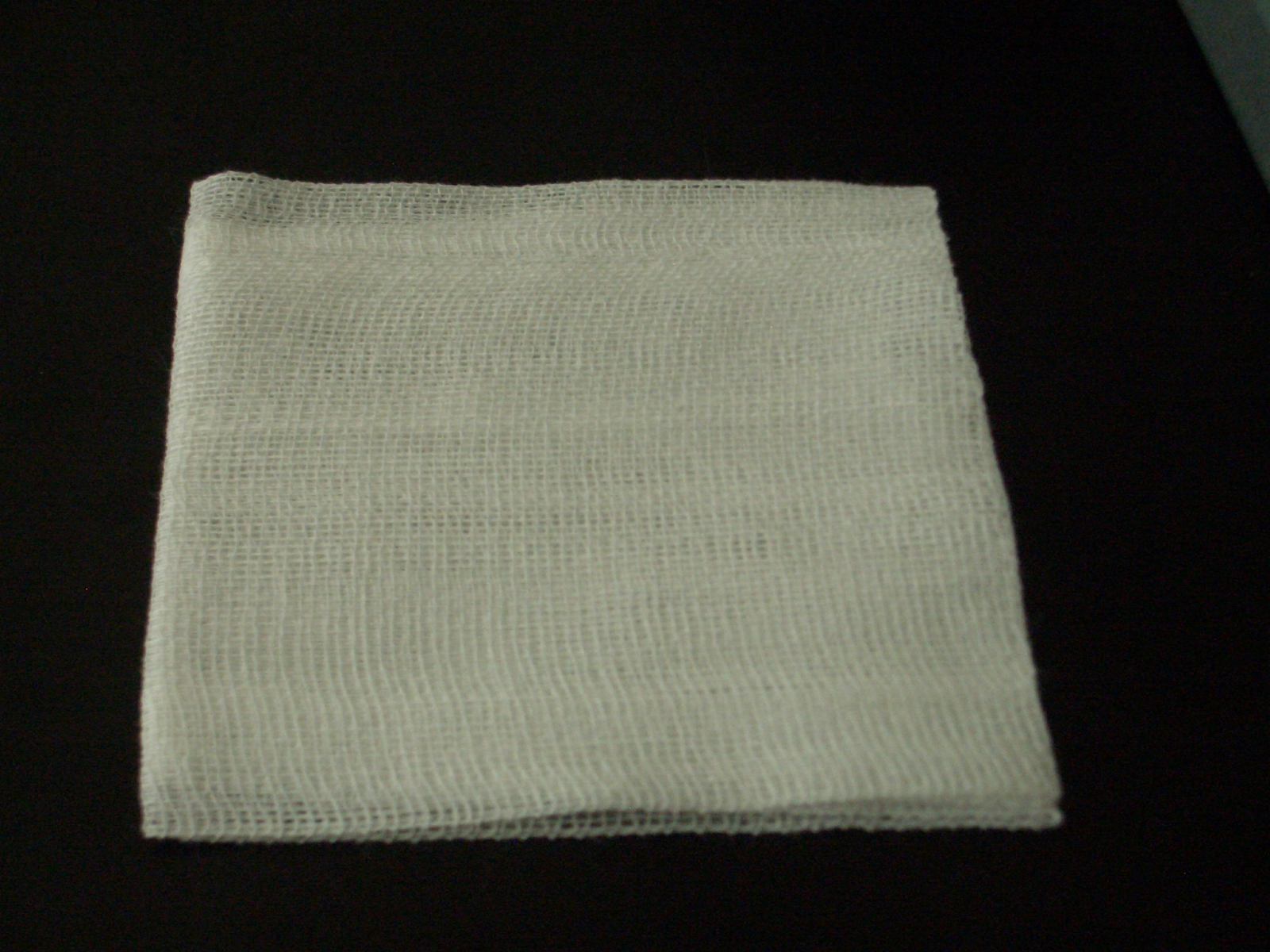
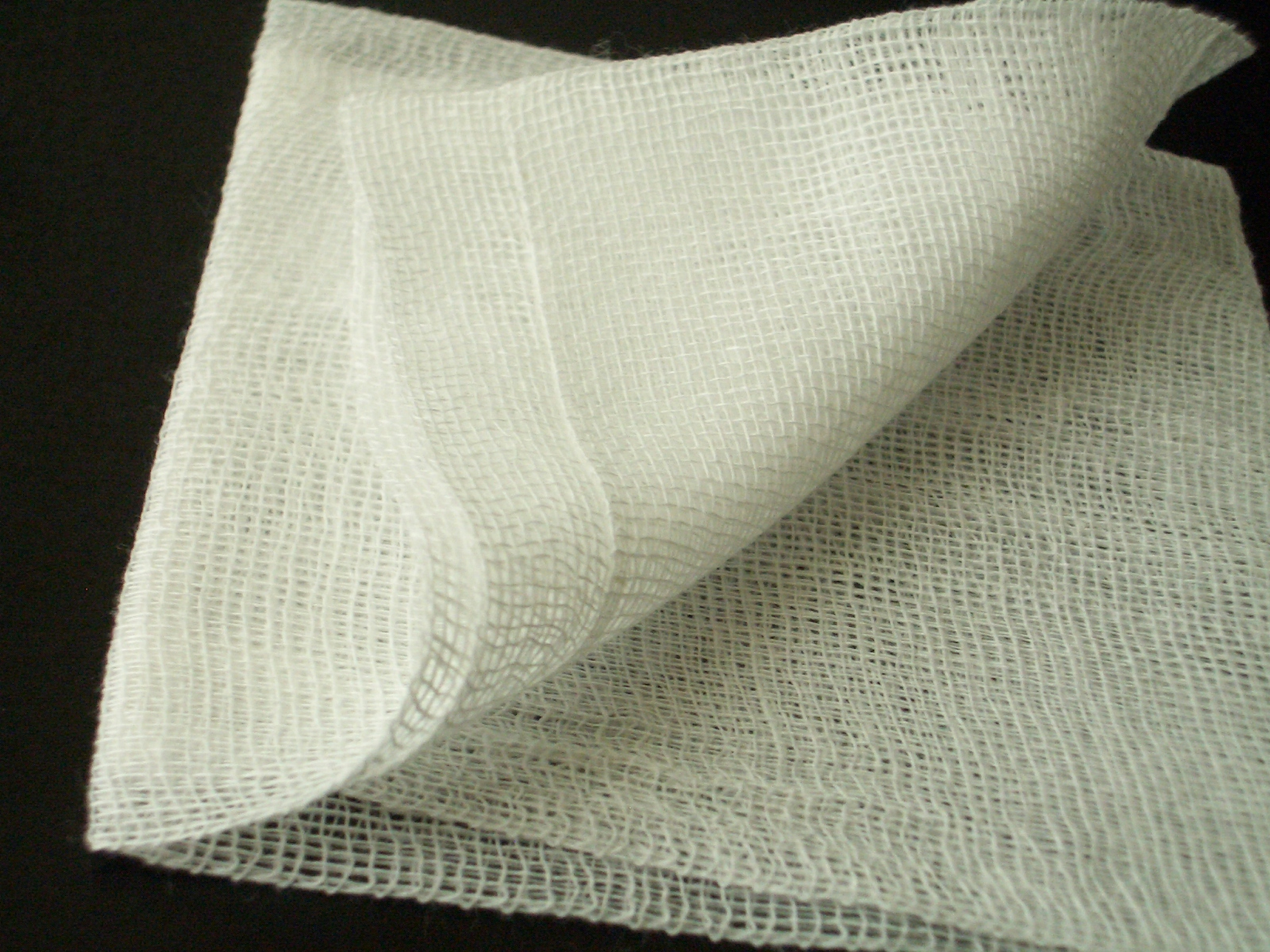
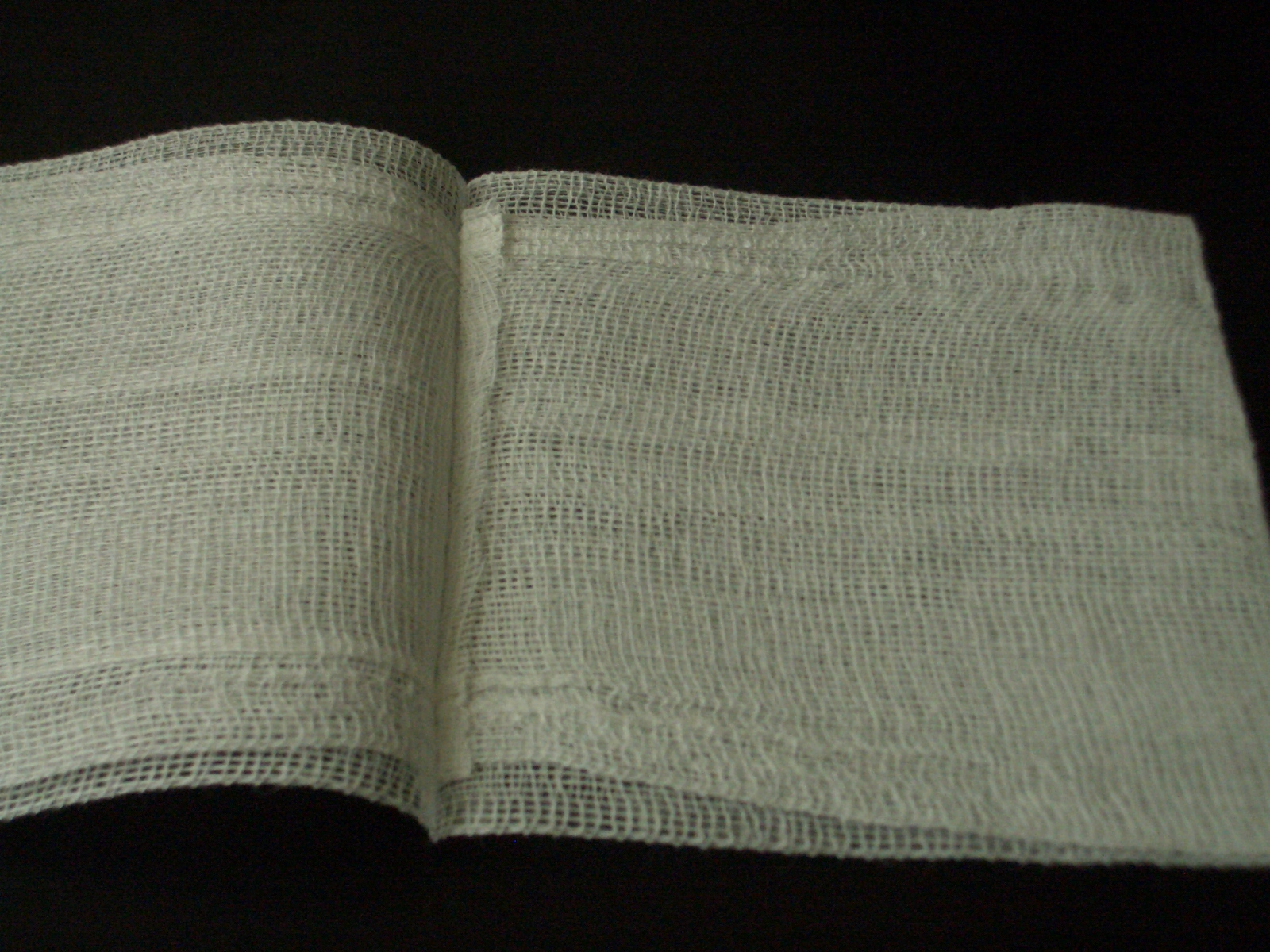
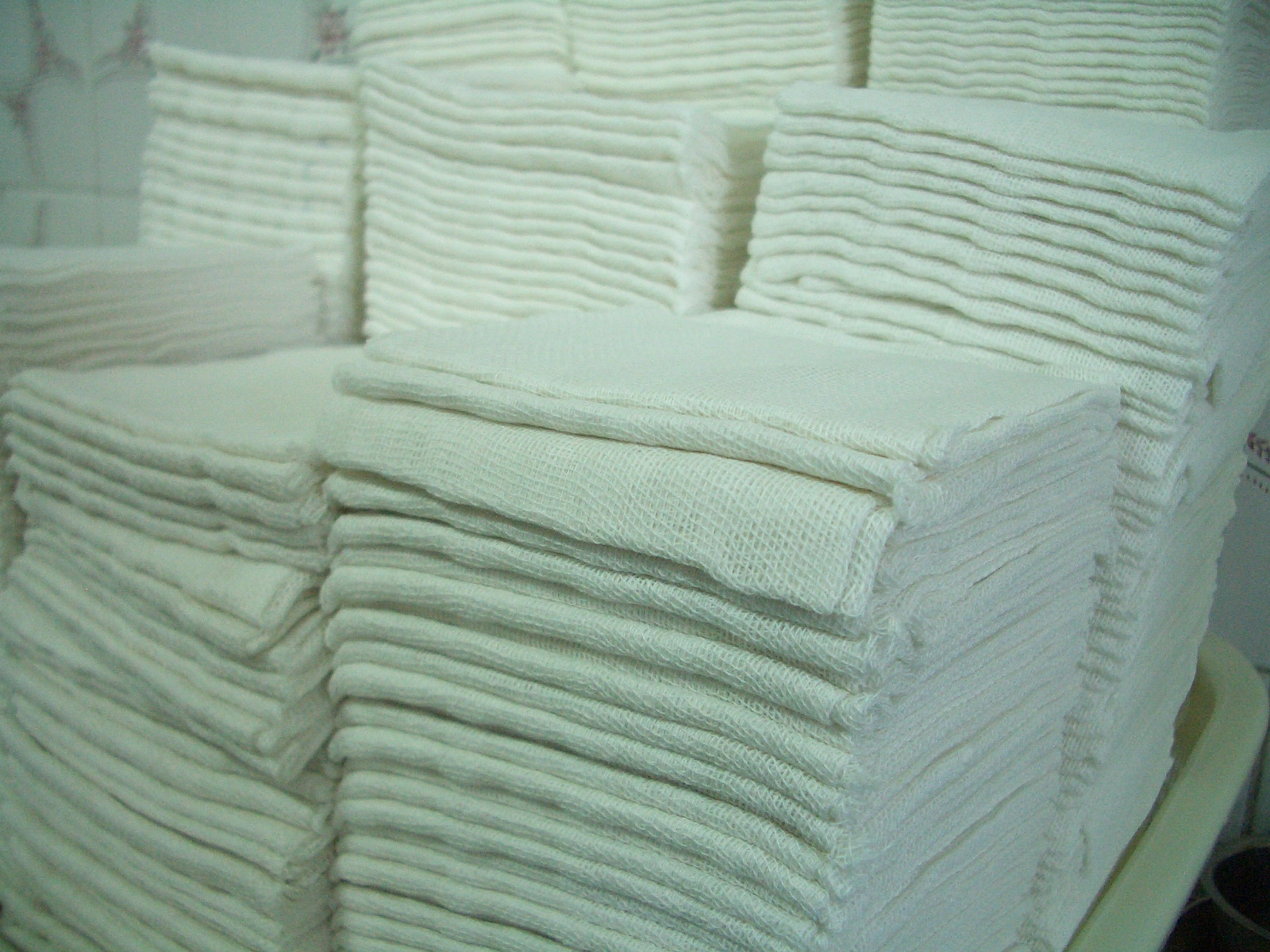